# Краєвид (гідрологічний заказник)
Краєви́д — гідрологічний заказник місцевого значення в Україні. Об'єкт розташований на території Луцького району Волинської області, біля смт Рокині. 
Площа — 8 га, статус отриманий у 2000 році. Перебуває у віданні: Рокинівська селищна рада.
Охороняється прибережна захисна смуга навколо ставка, що має важливе водорегулююче значення. Тут зростають калюжниця болотяна (Caltha palustris), незабудка болотна (Myosotis scorpioides), хвощ болотяний (Equisetum palustre), рогіз широколистий (Typha latifolia), очерет звичайний (Phragmites australis), півники болотні (Iris pseudacorus) та інші вологолюбні види рослин.

## Галерея

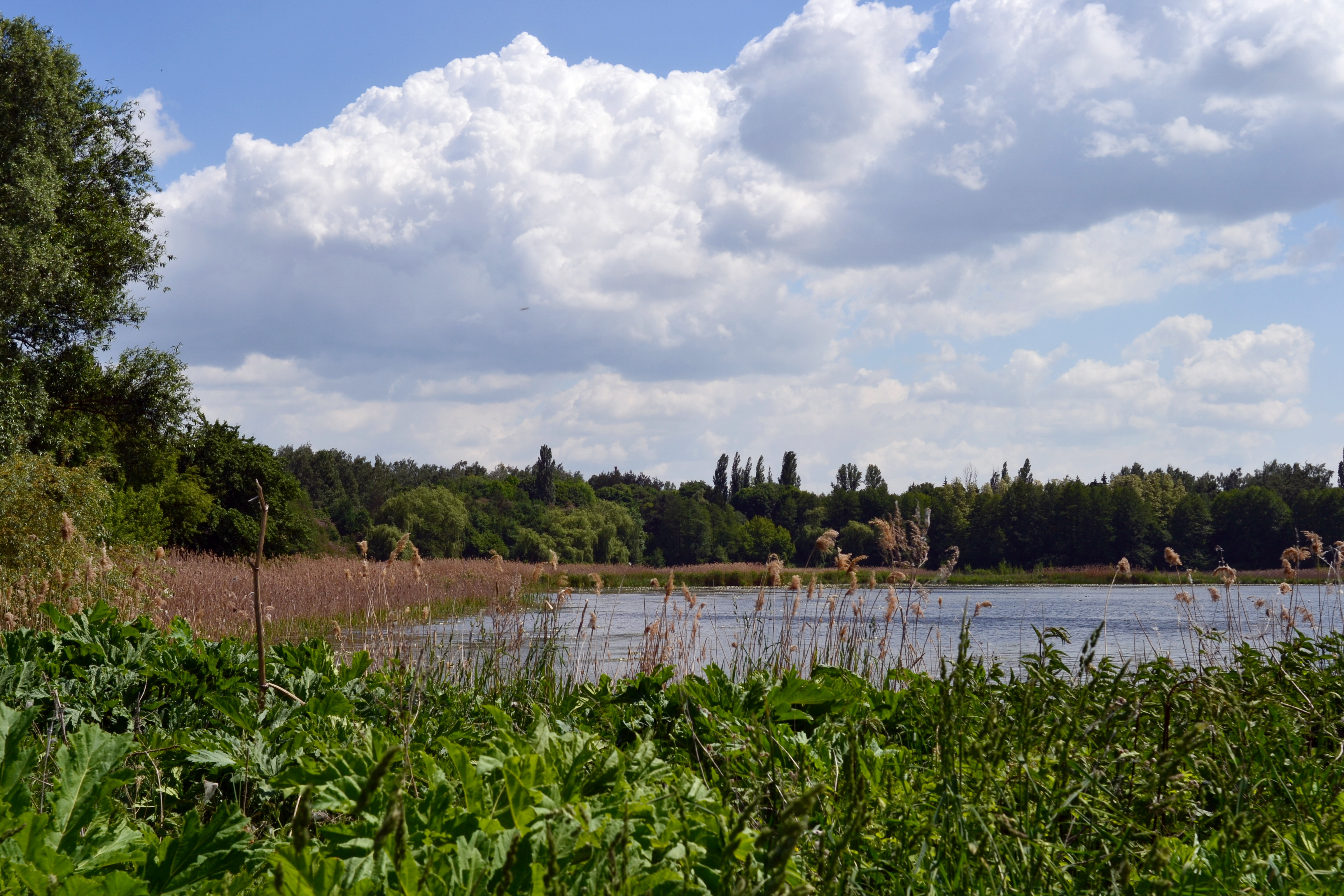
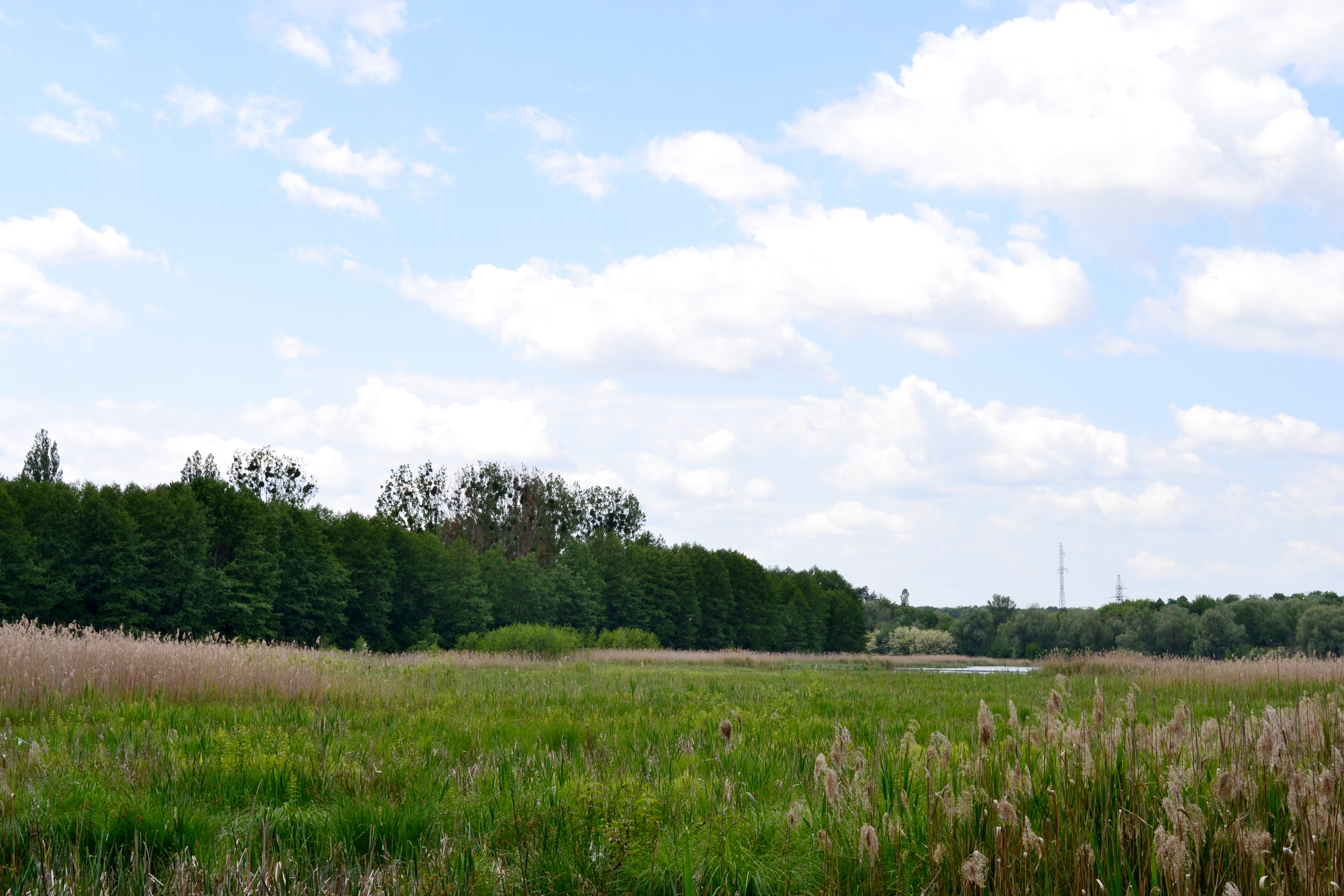
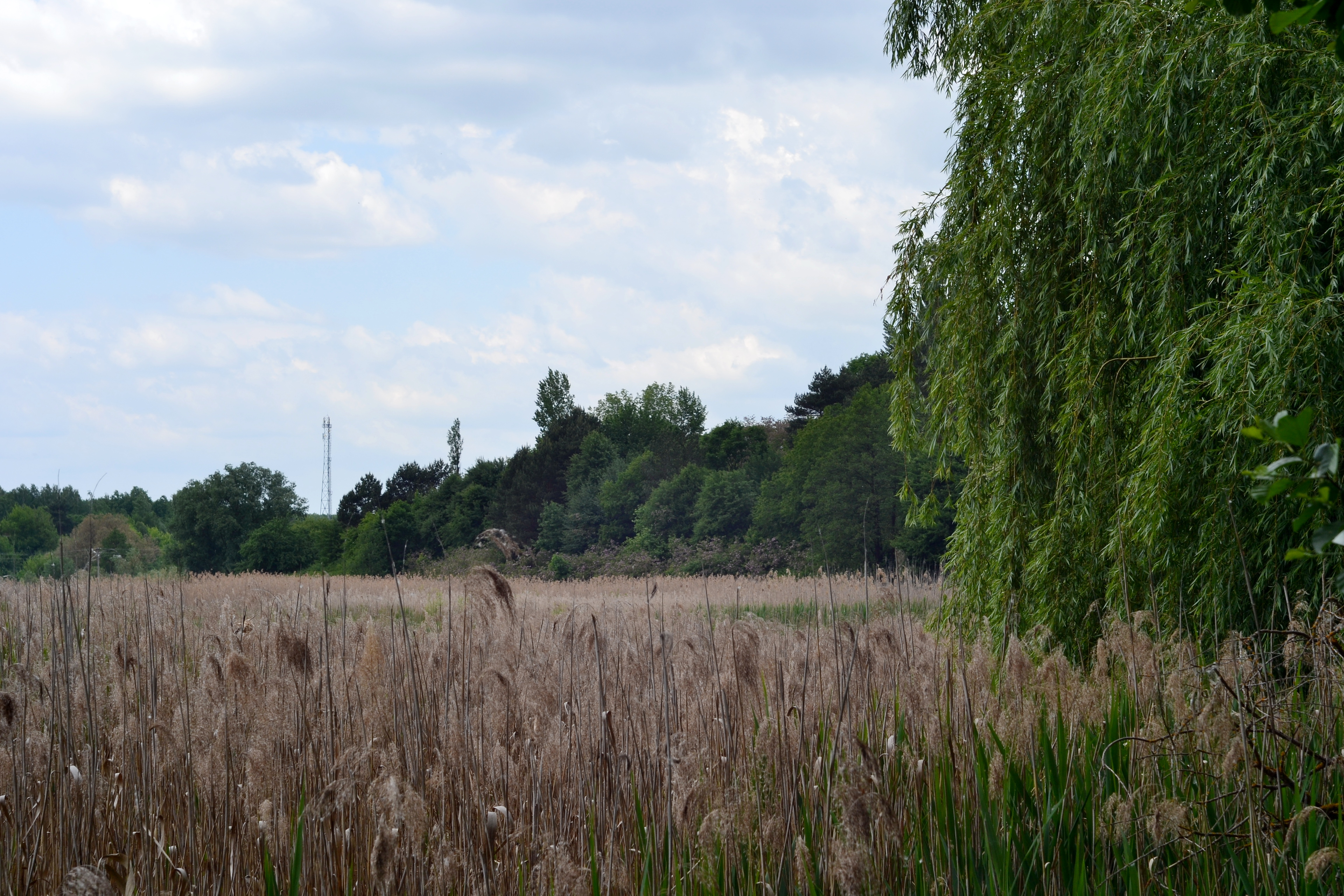
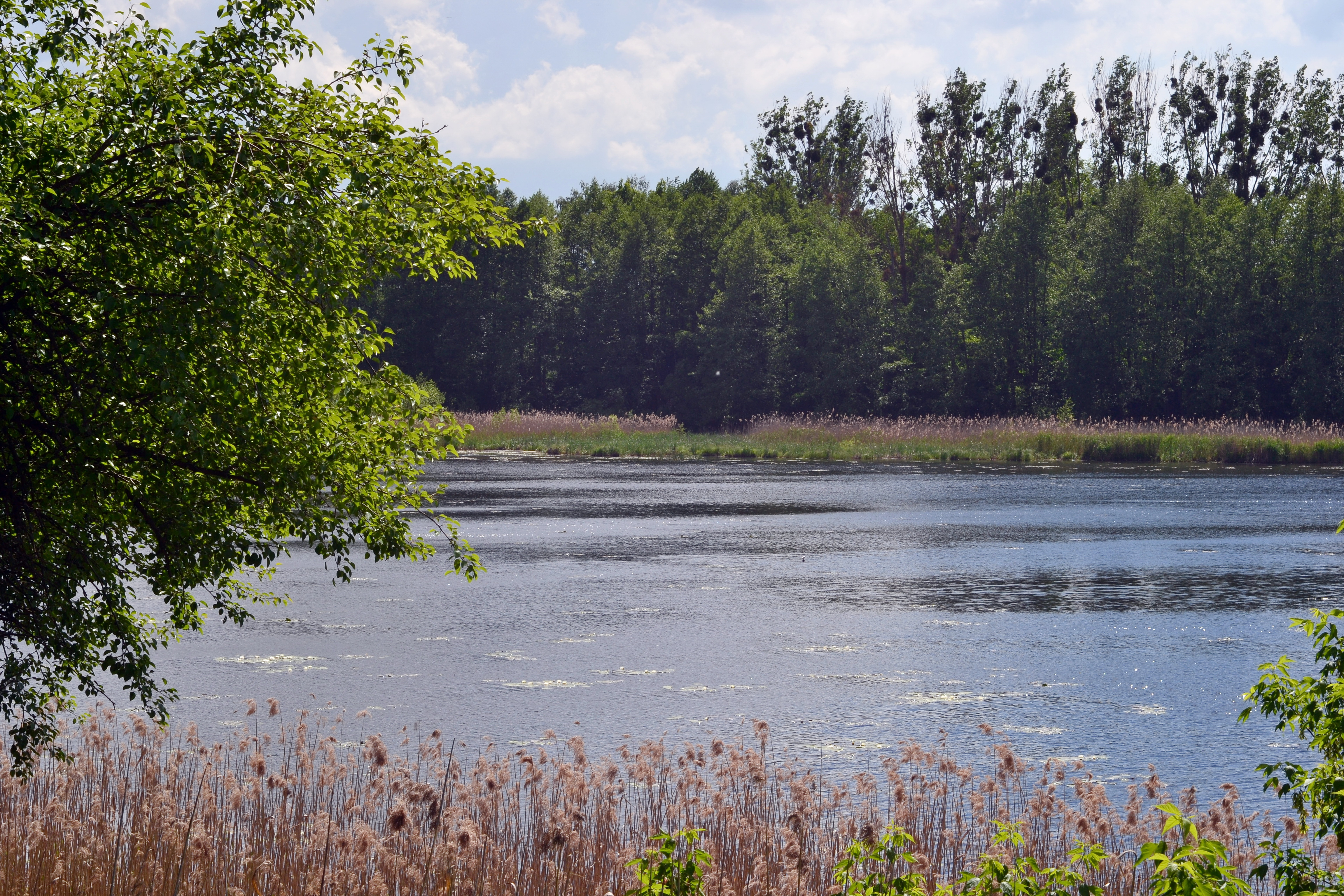